# ويليام بي. موس
ويليام بي. موس هو محامي وقاضي وسياسي أمريكي، ولد في 26 أبريل 1897 في جاكسون في الولايات المتحدة، وتوفي في 25 ديسمبر 1985. نشط حزبياً في الحزب الديمقراطي. وقد انتخب عضو مجلس ولاية تينيسي ‏.